# Hogna galapagoensis
Hogna galapagoensis är en spindelart som först beskrevs av Banks 1902.  Hogna galapagoensis ingår i släktet Hogna och familjen vargspindlar. Inga underarter finns listade i Catalogue of Life.